# Roodborstwinterkoning
De Roodborstwinterkoning (Pheugopedius rutilus; synoniem: Thryothorus rutilus) is een zangvogel uit de familie Troglodytidae (winterkoningen).

## Verspreiding en leefgebied
Deze soort telt 7 ondersoorten:
- P. r. hyperythrus: Costa Rica en Panama.
- P. r. tobagensis: Tobago.
- P. r. rutilus: Trinidad, noordelijk en westelijk Venezuela.
- P. r. intensus: Táchira (uiterst westelijk Venezuela).
- P. r. laetus: noordelijk Colombia en noordwestelijk Venezuela.
- P. r. interior: centraal Colombia.
- P. r. hypospodius: het noordelijke deel van Centraal-Colombia.